# Коновалов, Николай Леонидович
Николай Леонидович Конова́лов (1884—1947) — русский советский актёр. Заслуженный артист РСФСР (1934).

## Биография
Родился 4 (16) июля 1884 год в Георгиевске Терской области (ныне Ставропольский край).
В 1906 году поступил в Школу Московского Художественного театра.
В 1910 году, по окончании юридического факультета Московского университета стал работать в Киевском театре Соловцова Н. Н. (ныне — Национальный академический театр русской драмы имени Леси Украинки, а в 1914—1916 годах — в Харьковской антрепризе Синельникова.
Затем работал в московских театрах:
В 1910—1917 Интимный театр — актёр («Летучая мышь» и др.)
В 1918—1933 годах — актёр Театра Корша (впоследствии — Московский драматический театр).
С 1933 года — актёр ЦТКА.
Скончался от рака желудка 16 апреля 1947 года в Москве. Похоронен на 29-м участке Ваганьковского кладбища.

## Творчество

### Роли в театре

#### МХАТ
- 1907 — «Борис Годунов» А. С. Пушкина — Юродивый
- 1908 — «Синяя птица» М. Метерлинка — Пёс

#### Театр Корша
- «Лев Гурыч Синичкин» Д. Т. Ленского — Борзиков
- «Освобожденный Дон Кихот» А. В. Луначарского — Попо дель Баббо
- «Чудеса в решете» А. Н. Толстого — граф Табуреткин
- «Азеф» А. Н. Толстого — Девяткин
- «Цианистый калий» Ф. Вольфа — Кукушка
- «Наследники Рабурдена» Э. Золя — Рабурден
- «Время, вперёд!» по роману В. П. Катаева — Ханумов
- «Жизнь меняется» — Приходько
- «Кража в день Дарби» Д. Голсуорси — Яков Туидзен
- «Потерянная дочь» С. С. Каминского — Алексей Корнеман
- «Модные дамы» Г. Баре — Макс
- «Когда заговорит сердце» Ф. де Круассэ — Парено
- «Заговор императрицы» А. Н. Толстого — Пуришкевич
- «Каширская старина» Д. В. Анеркиева — Абрам
- «Чан Гай Ганг» («Меловой круг») Клабундэ — секретарь суда Чао
- «Заза» Ш. Симона — Каскар
- «Тревожный звонок» М. Генекена и Р. Коилю — Эмиль Лизоль
- «Касатка» А. Н. Толстого — Желтухин
- «Поташ и Перламутр» Монтегю и Гласса — Морис, Перламутр
- «Хорошо сшитый фрак» Дреггели — Зильберберг
- 1928 — «Волки и овцы» А. Н. Островского — Аполлон Мурзавецкий

#### ЦТКА
- 1934 — «Бойцы» Б. С. Ромашова — Краузе
- «Шутники» А. Н. Островского — Хрюков
- «Чужой ребёнок» В. В. Шкваркина — Яша
- 1935 — «Гибель эскадры» А. Е. Корнейчука — боцман Бухта
- 1936 — «Последняя жертва» А. Н. Островского — Дергачев
- 1936 — «Слава» В. М. Гусева — Медведев
- 1942 — «Давным-давно» А. К. Гладкова — Азаров

### Фильмография
- 1938 — Честь — помощник начальника депо
- 1939 — Аринка — Степан Степанович Архипов
- 1939 — Ночь в сентябре — шахтёр Заика
- 1940 — Бабы — сторож
- 1940 — Музыкальная история — Василий Фомич Македонский
- 1940 — Светлый путь — Николай Зубков
- 1941 — Антон Иванович сердится — Антон Иванович Воронов
- 1944 — Большая земля
- 1944 — Свадьба — капитан 2 ранга в отставке Фёдор Яковлевич Ревунов-Караулов
- 1945 — Без вины виноватые — антрепренёр
- 1946 — Клятва — Михаил Иванович Калинин
- 1947 — Весна — Мухин Леонид Максимович